# Sovjak (Bosanska Gradiška, BiH)
Sovjak  je naseljeno mjesto u sastavu općine Bosanska Gradiška, Republika Srpska, BiH.

## Stanovništvo
| Sovjak             |              |
| Godina popisa      | 1991.        |
| Srbi               | 290 (94,46%) |
| Hrvati             | 0            |
| Muslimani          | 0            |
| Jugoslaveni        | 0            |
| ostali i nepoznato | 17 (5,54%)   |
| ukupno             | 307          |